# (6415) 1993 VR3
A (6415) 1993 VR3 a Naprendszer kisbolygóövében található aszteroida. Ueda Szeidzsi és Kaneda Hirosi fedezte fel 1993. november 11-én.